# Joselu
José Luis Sanmartín Mato, mer känd som Joselu, född 27 mars 1990 i Stuttgart, är en spansk fotbollsspelare som spelar för Real Madrid, på lån från Espanyol.

## Karriär
Den 16 augusti 2017 värvades Joselu av Newcastle United, där han skrev på ett treårskontrakt.
Den 15 juli 2019 värvades Joselu av Alavés, där han skrev på ett treårskontrakt.
Den 27 juni 2022 värvades Joselu av Espanyol, där han skrev på ett treårskontrakt.
Den 19 juni 2023 bekräftade Real Madrid att Joselu kommer att ansluta till klubben den 1 juli samma år på ett ettårslån med option för permanent övergång.